# Afrikaner
Gli afrikaner costituiscono un gruppo etnico europeo stanziato nell'Africa meridionale (in particolare in Sudafrica e Namibia), tradizionalmente di religione calvinista e di lingua afrikaans, idioma derivato principalmente dall'olandese del XVII e XVIII secolo.
Gli afrikaner discendono da quegli immigrati europei calvinisti, principalmente olandesi, francesi ugonotti e tedeschi, che cominciarono a stabilirsi nella Colonia del Capo olandese a partire dalla fine del XVII secolo. Nella prima metà del XIX secolo, in seguito all'arrivo dei britannici, parte di queste comunità emigrarono verso nord-est, in quello che divenne noto come "Grande Trek", stabilendo varie repubbliche boere, le quali si scontrarono con le autorità britanniche in due guerre boere e i cui territori vennero poi annessi all'Unione Sudafricana all'inizio del XX secolo.
Gli afrikaner giocarono poi in seguito un ruolo fondamentale nella formazione della Repubblica del Sudafrica e nell'apartheid. Nell'odierno Sudafrica gli afrikaner costituiscono la maggioranza della comunità bianca e si distinguono culturalmente dai sudafricani bianchi di lingua inglese.

## Etimologia
Il primo utilizzo dell'espressione afrikaner risale al 1707, ma esso non venne usato ampiamente fino a dopo le guerre boere agli inizi del XX secolo. Prima di allora le varie comunità bianche di lingua afrikaans erano conosciute come "boeri", "olandesi del Capo" (le comunità stanziate nella Penisola del Capo) o come "voortrekkers".

## Storia

### Origini
Gli Afrikaner (ampiamente noti fino al XX secolo come boeri, dall'olandese boer, "contadino") discendono principalmente dai coloni calvinisti bianchi che occuparono il Capo di Buona Speranza durante il periodo di amministrazione (1652-1795) della Compagnia Olandese delle Indie Orientali (Vereenigde Oostindische Compagnie o VOC) e nel susseguente periodo di amministrazione britannica.
La Colonia del Capo, che nacque come stazione di rifornimento per la VOC, fu fondata dagli olandesi nel 1652. Nel 1688 il numero dei coloni aumentò per l'arrivo di un piccolo gruppo di Ugonotti francesi. Le file degli afrikaner vennero inoltre ingrossate da nuovi coloni provenienti da altre regioni d'Europa come la Scandinavia e le isole britanniche. Si calcola inoltre che il 5-7% dei primi coloni fossero di origine non europea.

### Grande Trek

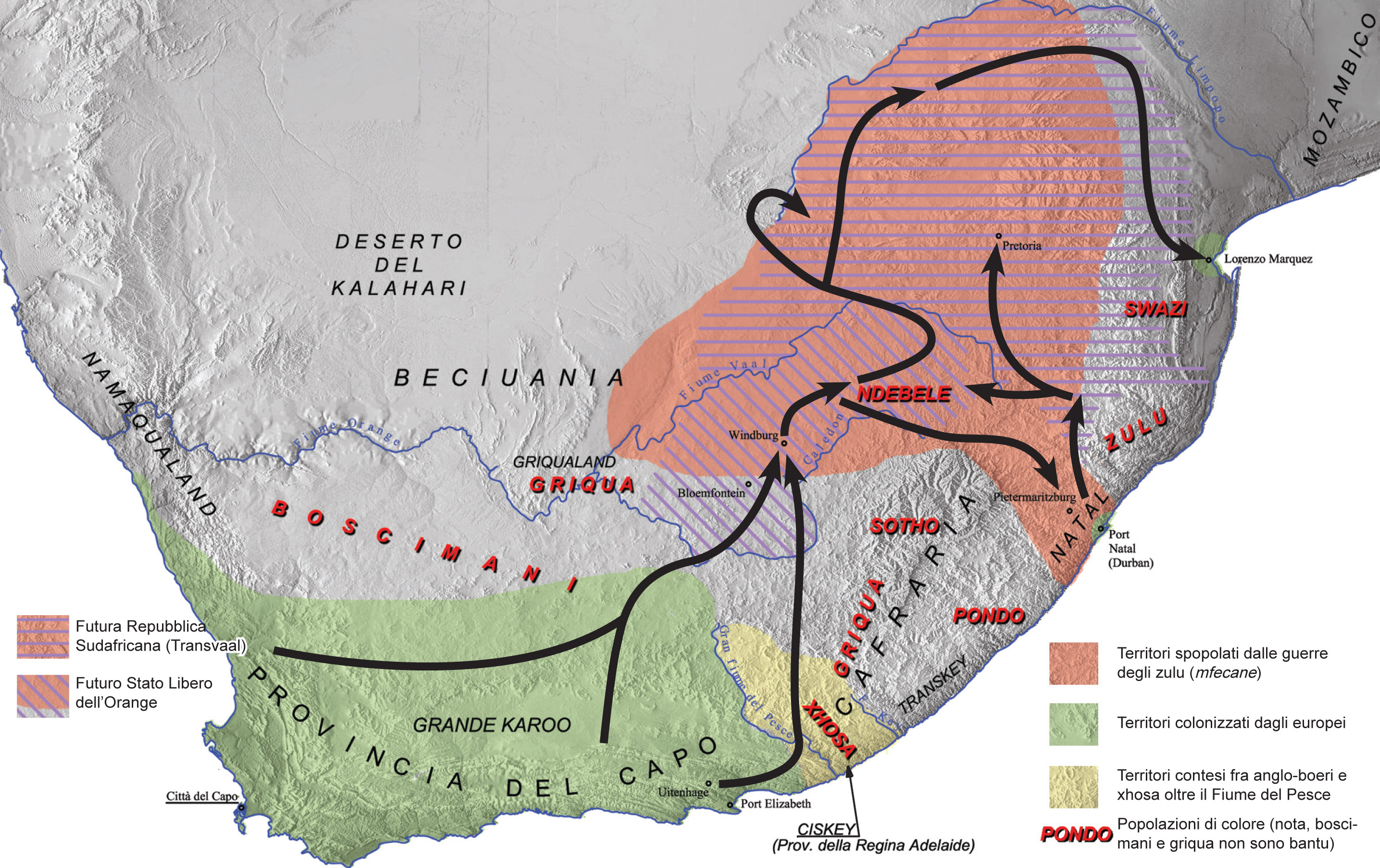
Il Grande Trek Boero

Negli anni 1830 e 1840 una stima di 12.000 pionieri Boeri (Voortrekker) penetrò nei territori del futuro Natal, nelle province del Transvaal e dello Stato Libero di Orange, allo scopo di mettersi fuori dalla portata dell'autorità britannica, per sfuggire alle implacabili guerre di confine, al colonialismo britannico e alle sue politiche di anglicizzazione, e per allentare la pressione su una frontiera sovraffollata, nella quale la terra stava diventando scarsa. Mentre alcuni storici sostengono che questa serie di migrazioni, in seguito note come Great Trek, venne causata perché i Boeri non furono d'accordo con le restrizioni britanniche sulla schiavitù, è un dato di fatto che molti di questi "Boeri-marcianti" (coltivatori migranti, semi-nomadi) non possedevano schiavi, contrariamente ai loro più ricchi cugini della parte occidentale del Capo, che non emigrarono né presero parte al Great Trek.
La vasta maggioranza dei Voortrekkers erano "Boeri-marcianti" provenienti dalla parte orientale del Capo, che erano impegnati nella pastorizia. Cionondimeno, la promulgazione britannica dell'Ordinanza 50, nel 1828, che garantiva pari diritti davanti alla legge per tutte le "persone libere di colore", fu un fattore del malcontento Boero, come è ben documentato in numerose fonti contemporanee; le varie repubbliche dalla vita breve fondate dai Voortrekkers avrebbero tutte racchiuso la disuguaglianza razziale nelle loro costituzioni.
Il Great Trek fu principalmente il risultato del "cedimento della diga" formata dalla repressione delle migrazioni di popolazione e dalle pressioni sulla popolazione, quando la migrazione ad est dei "Boeri-marcianti" giunse a una fermata virtuale per almeno tre decenni. Anche se alcuni "Boeri-marcianti" si spinsero oltre il fiume Orange in periodi precedenti.
Un gruppo di Voortrekker, guidato da Piet Retief e Gerhard Maritz, migrò nel Natal e giunse in una zona sotto il controlli del re Zulu Dingane, fratello di Shaka, fondatore dell'Impero Zulu. Retief inviò al re una lettera in cui indicava la volontà di vivere in pace con il popolo Zulu. Dingane, temendo le capacità militari dei Voortrekker, promise loro la terra in cui vivere in cambio di capi di bestiame. Dingane si convinse che Retief stesse preparando un attacco armato contro lui stesso ed organizzò un piano per uccidere i coloni: durante una festa Retief, Maritz e metà dei coloni che li avevano seguiti nel Natal vennero trucidati dai guerrieri Zulu.
La leadership dei Voortrekker fu assunta da Andries Pretorius che vendicò le uccisioni nella battaglia di Blood River, il 16 dicembre 1838, nella quale sconfisse i guerrieri Zulu nonostante l'inferiorità numerica. Nel 1839 venne fondata la Repubblica di Natalia, in seguito annessa dal Regno Unito nel 1843.
La vittoria degli uomini di Pretorius aprì le porte ad ulteriori conquiste territoriali dei Voortrekker che grazie alla loro superiorità nella tecnologia militare, sopraffecero le forze locali con relativa facilità, e vi formarono diverse piccole Repubbliche Boere in aree fuori dal controllo britannico, senza un governo centrale.

### Stati boeri
Ritirandosi nell'interno del continente, i 35.000 Boeri emigranti costituirono alcuni stati in forma repubblicana, alcuni dei quali di effimera esistenza:
- Repubblica del Natal (Republiek Natalia), fondata nel 1839 con capitale Pietermaritzburg, fu annessa dai britannici il 12 maggio 1843.
- Stato libero di Orange (Oranje Vrijstaat), costituito nel 1848 con una estensione di circa 128571 km² con capitale Bloemfontein. Annesso dal Regno Unito nel 1848, venne riconosciuto indipendente il 17 febbraio 1854[1]. Alleato militare del Transvaal dal 1897, fu conquistato dai britannici nel 1900 con la seconda guerra anglo-boera, seguendo le sorti della Colonia del Capo.
- Repubblica del Transvaal (Zvid Afrikaanse Republiek o Transvaal Republiek) si costituì nel 1848, sotto la guida di Marthinus Wessel Pretorius, con capitale Pretoria a partire dal 1855. Annessa dal Regno Unito, nel 1852 fu riconosciuta indipendente; da allora, con una serie di guerre contro gli Zulu (terminate solo nel 1877) e contro gli altri piccoli stati boeri riuniti nella Zvid Afrikaans Respublick (1856), la Repubblica del Transvaal ampliò la propria estensione fino a raggiungere circa 286.053 km². Nel 1877, vi fu un secondo tentativo di annessione da parte del Regno Unito ma, a seguito di numerose sconfitte britanniche, fu nuovamente indipendente dal 1881. Nel 1896, un'insurrezione guidata fallì, e il Regno Unito dovette risarcire i danni al governo di Pretoria. Nel 1900, la Repubblica del Transvaal fu annessa alla Colonia del Capo.
- Repubblica di Utrecht (Republiek Utrecht), fondata nel 1852, venne annessa l'8 maggio 1858 alla Repubblica di Lydenburg.
- Repubblica di Lydenburg (Republiek Lydenburg), fondata nel 1856, venne annessa nel 1860 alla Repubblica del Transvaal.
- Repubblica di Stellaland (Stellaland Republiek), creata il 26 luglio 1882 con capitale Vryburg, fu unita alla Repubblica di Goshen il 6 agosto 1883 (dando vita agli Stati Uniti di Stellaland); dapprima invasa dai britannici, venne successivamente abolita nell'agosto 1885.
- Repubblica di Goshen (Goshen Republiek), fondata nell'ottobre 1882, unita alla Repubblica di Stellaland nell'agosto 1883, ne seguì le sorti fino all'abolizione nel 1885.
- Nuova Repubblica (Nieuwe Republiek), esistente dal 16 agosto 1884 al 20 luglio 1888, quando venne annessa alla Repubblica del Transvaal.
- Piccolo Stato Libero (Klein Vrystaat), esistente dal 10 marzo 1886 al 2 maggio 1891, quando venne annessa alla Repubblica del Transvaal.

### Guerre boere
I Boeri stabilirono stati indipendenti in quello che oggi è il Sudafrica: il Natal/Transvaal (la Repubblica Sudafricana) e lo Stato Libero dell'Orange. Il desiderio inglese di estendere il loro impero coloniale nelle aree Boere portò a due Guerre Boere nel 1880-1881 e nel 1899-1902, che finirono con l'inclusione delle aree Boere nelle colonie britanniche. A seguito dell'annessione britannica delle Repubbliche Boere, la creazione dell'Unione del Sud Africa, nel 1910, andò in qualche modo nella direzione della sfumatura delle differenze tra coloni britannici e Afrikaner. La maggioranza nera, comunque, venne esclusa dalla pari partecipazione negli affari della nazione fino al 1994 a causa della politica di apartheid (il termine in lingua afrikaans che significa "segregazione") attuata della dirigenza politica sudafricana.

### Il nazionalismo e l'apartheid
Nel XX secolo l'attrito politico e culturale fra gli afrikaner e i sudafricani di origine inglese si andò inasprendo. Durante la seconda guerra mondiale, molti gruppi politici afrikaner si opposero in modo netto all'intervento sudafricano a fianco degli Alleati, spesso esprimendo in modo piuttosto esplicito la loro simpatia per il nazionalsocialismo hitleriano. Sebbene queste posizioni non riuscissero a diventare predominanti e influenzare il ruolo del Sudafrica nel conflitto, esse emersero in modo netto nel secondo dopoguerra, in cui la scena politica sudafricana venne a essere dominata dai nazionalisti del National Party.
Furono i governi di questo partito a instaurare il regime segregazionista noto come apartheid. Dopo la caduta del regime negli anni novanta, e l'estensione del voto ai neri sudafricani, il peso politico degli afrikaner fu ridimensionato, così come il consenso degli stessi afrikaner verso i partiti che li avevano rappresentati nella seconda metà del secolo (molti dei quali presero nettamente posizione contro le violazioni dei diritti umani perpetrate durante il governo del National Party e rivelate dalla Commissione per la verità e la riconciliazione voluta dal primo governo Mandela).
Dopo la vittoria dell'ANC alle prime elezioni plurirazziali del 1994, dove il Nationale Party ottenne il 20% dei voti, i consensi diminuirono nel 1999 e nel 2004 e il partito nel 2005 si sciolse. Oggi fanno riferimento alla minoranza Afrikaner il Fronte della Libertà Più e il gruppo extraparlamentare Afrikaner Weerstandsbeweging, oltre a piccoli partiti di estrema destra come il Partito Nazionale Rifondato del Sudafrica, scissione del 1969 dal NP.

## Lingua
L'afrikaans, lingua parlata dagli afrikaaner, si è col tempo distinta dal neerlandese parlato dai primi coloni. Dalla fine del XVII secolo la lingua usata alla colonia del capo sviluppò differenze nella pronuncia e nell'accento e anche, sia pur in misura minore, nella sintassi e nel vocabolario, benché le due lingue siano ancora abbastanza simili da essere mutuamente comprensibili.
I coloni di lingua francese e tedesca si adattarono presto all'utilizzo del neerlandese prima e dell'afrikaans in seguito. Mentre il neerlandese rimase la lingua officiale il nuovo dialetto, spesso detto "kaap nederlands" (olandese del Capo) si sviluppò come lingua separata nel XIX secolo. Nel 1925 l'afrikaans ha sostituito il neerlandese originale come lingua ufficiale della Repubblica del Sudafrica.